# Bencés templom (Pápa)
A pápai Bencés templom a Fő utcán található barokk stílusú építmény.

## Története
A Bencés templom helyén eredetileg egy kápolna állt, melyet Csáky László gróf építtetett a pálos szerzetesek számára 1638-ban. A jelenlegi templomot Dubniczay István kanonok építette Nagyboldogasszony tiszteletére, Acsády Ádám veszprémi püspök megbízásából. Acsády püspök vörös márványból készült címere megtalálható a bejárati kapu felett, valamint a fő- és mellékoltárokon. 

## Méretei, alaprajza
Hosszúság: 36 m, szélesség: 17 m. Kupola magassága:19 m, torony magassága: 25 m.
A templom ellipszis alaprajzú, központos elrendezésű és kupolával fedett belsejű.

## Oltárok
| Főoltár           | Mellékoltárok                                               |
| ----------------- | ----------------------------------------------------------- |
| Nagyboldogasszony | Remete Szt. Pál Szt. József Rózsafüzér királynője Szt. Anna |

## Kinézete
Barokk-rokokó stílusjegyek, gazdagon faragott padok és szószék díszíti.
Kívülről fehér, a közelmúltban festett homlokzat.

## Miserend
A Szent István vértanú-plébániához tartozik, de - valószínűleg - a Nagytemplom közelsége miatt nem tartanak rendszeres istentiszteletet. Szentmisék csak hirdetés szerint vannak. Ellátója dr. Mail József kanonok-apátplébános-főesperes.